# Oligocentria alpica
Oligocentria alpica är en fjärilsart som beskrevs av Benjamin 1932. Oligocentria alpica ingår i släktet Oligocentria och familjen tandspinnare. Inga underarter finns listade i Catalogue of Life.